# Elymnias hypermnestra
Elymnias hypermnestra é uma espécie de borboleta da subfamília Satyrinae, família Nymphalidae  encontrada no sul da Ásia.